# Вознесенский собор (Тыргу-Муреш)
Вознесенский собор (рум. Catedrala Înălțarea Domnului , венг. Mennybemenetel-székesegyház) — православный храм архиепархии Алба-Юлии Румынской православной церкви в городе Тыргу-Муреш в Румынии. Церковь входит в список исторических памятников Румынии (MS-II-m-B-15548). Расположен в 700 метрах от Благовещенской церкви (Малого собора).
Строительство началось 10 мая 1925 года по инициативе мэра города Эмиля Данди и протоиерея Штефана Русу. На закладке краеугольного камня присутствовал министр культов Александру Лапедату, епископ Николай (Иван) и бывший министр Октавиан Гога. На строительство собора было первоначально собрано 10,4 млн леев, но из-за девальвации стоимость возросла до 20 млн леев. В 1934 году у литейного завода в Тимишиоаре были закуплены колокола. Из-за нехватки средств, до освящения были расписаны только купола храма. Собор был освящён 2 декабря 1934 года в 16-ю годовщину вхождения румынских войск в Тыргу-Муреш.

План собора

Храм построен по проекту Виктора Влада, выпускника Политехнического университета Тимишоары, в виде равностороннего греческого креста. Иконостас был сооружён мастером Траяном Боблетеком из Назны, а иконы для него написал Вирджил Симионеску. Стены собора расписывал Аурел Чупе. Фрески были завершены художником Николае Стойкой в 1970—1986 годах.